# Не можеш имати све
„Не можеш имати све” је југословенски ТВ филм из 1964. године. Режирао га је Иван Хетрих а сценарио је написао Џек Пулман.

## Улоге
| Глумац         | Улога |
| -------------- | ----- |
| Ета Бортолаци  |       |
| Воја Мирић     |       |
| Вика Подгорска |       |
| Нева Росић     |       |